# Orkoien
Orkoien è un comune spagnolo di 1 446 abitanti situato nella comunità autonoma della Navarra.

Il comune venne creato nel 1996 come distaccamento da Olza.